# Barrow-in-Furness
Pour les articles homonymes, voir Barrow et Furness (homonymie).
Barrow-in-Furness est une ville portuaire et industrielle de Cumbria, située dans le nord-ouest de l'Angleterre au Royaume-Uni. En 2011, Barrow-in-Furness avait une population de 55 489 habitants.

## Histoire

### De l'Antiquité au Moyen Âge
Barrow et sa région ont été occupés sporadiquement pendant plusieurs millénaires : on a retrouvé sur l'île Walney quelques vestiges du Néolithique. Malgré le riche passé celto-romain de la Cumbria et la découverte de vestiges romains dans la région, on ne dispose d'aucune trace d'habitation ou d'édifices attestant de l'existence d'une société organisée sur la péninsule de Furness. Les pièces d'argent de facture viking retrouvées avec le trésor de Furness en 2011 ont démontré l'existence d'une colonie viking au début du IXe siècle. Plusieurs sites de Barrow, comme Yarlside et Ormsgill, et à commencer par « Barrow » et « Furness », portent des noms d'origine norroise. Le Domesday Book de 1086 signale l'existence des hameaux de Hietun (auj. Hawcoat), Rosse (Roose) et Hougenai (Walney), toponymes de même étymologie.

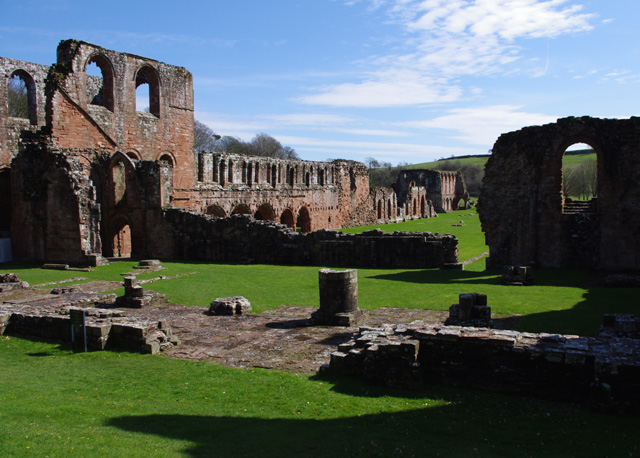
L'abbaye de Furness fut l'une des plus puissantes d'Angleterre au Moyen Âge.

Au Moyen Âge, la péninsule de Furness était exploitée par les moines cisterciens de l'Abbaye Sainte-Marie de Furness, dite Abbaye de Furness. Fondée pour l'ordre savignien par le roi Étienne en 1123, elle occupait le Vale of Nightshade, aujourd'hui aux franges de la ville. Peu après la fondation de l’abbaye, les moines découvrirent l'existence d'abondants dépôts de fer, qui allaient donner à Furness sa vocation métallurgique et industrielle. Ces couches superficielles étaient propres à une exploitation à ciel ouvert et les moines assuraient eux-mêmes la première fonte du minerai. Grâce à l'exploitation minière, l'agriculture et les pêcheries, l'abbaye était devenue dès le XVe siècle la plus riche et plus puissante abbaye cistercienne d'Angleterre, après celle de Fountains dans le Yorkshire. Les moines de Furness édifièrent une tour en bois près de l'île de Piel en 1212, qui était leur principal comptoir ; il fut par deux fois pris d'assaut par les Scots, en 1316 et 1322. En 1327, le roi Édouard III autorisa les cisterciens à créneler leur tour, et ils édifièrent ainsi une motte castrale. Mais Barrow lui-même n'était encore qu'un hameau de la paroisse de Dalton-in-Furness, dépendant pour sa subsistance de ravitaillements par terre et mer, exportant de petites quantités de fer et de minerai depuis ses jetées du bras de mer séparant le village de l'île Walney. Parmi les plus anciens édifices de Barrow, on trouve plusieurs cottages et fermes de Newbarns (qui n'est plus aujourd'hui qu'un quartier) qui remontent au début du XVIIe siècle, ainsi que l'entrepôt de Rampside Hall, l'un des mieux préservés des années 1600, classé monument historique de catégorie I. Encore en 1843, on n'y comptait que 32 foyers, dont deux pubs.

### La révolution industrielle

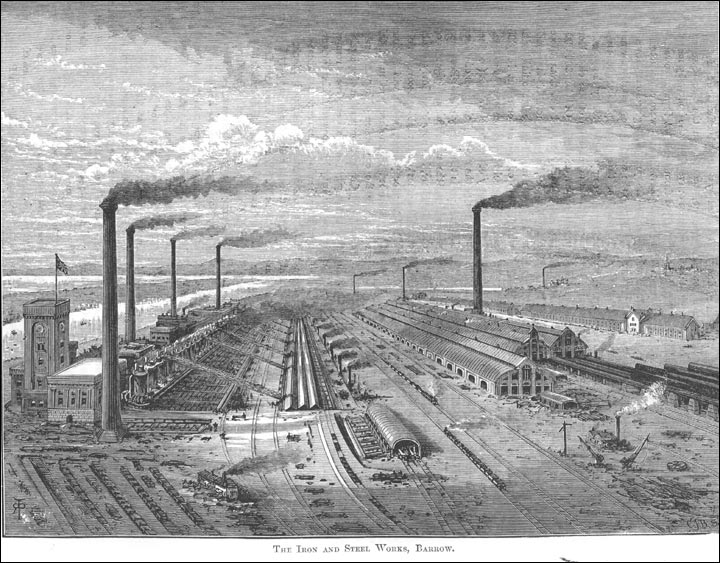
L'usine sidérurgique de Barrow vers 1877.

En 1839, un jeune négociant en minerai, Henry Schneider, apprit l'existence d'importants dépôts d'hématite. Avec d'autres investisseurs, il développa la compagnie ferroviaire de Furness (1846) pour acheminer l'ardoise depuis les carrières de Kirkby-in-Furness et l'hématite depuis Lindal-in-Furness et Askam and Ireleth jusqu'au terminal maritime de l'île de Roa. Le franchissement de la baie de Morecambe, entre Ulverston et Carnforth, fut réalisé par l’Ulverston and Lancaster Railway, ligne ferroviaire créée par John Brogden en 1857 : cette société fut bientôt rachetée par Furness Railway,.
Les docks, construits entre 1863 et 1881 dans le bras de mer abrité séparant la ville de Barrow Island, prirent la relève du port médiéval de l’île de Roa. Le plus ancien, Devonshire Dock (1867), fut inauguré par le Premier Ministre Gladstone, qui exprima à cette occasion sa conviction que « Barrow [allait être] un nouveau Liverpool. » Les volumes de minerai de fer sans cesse croissants extraits des mines de Furness étaient alors entreposés dans le centre-ville de Barrow avant leur expédition par voie de mer.

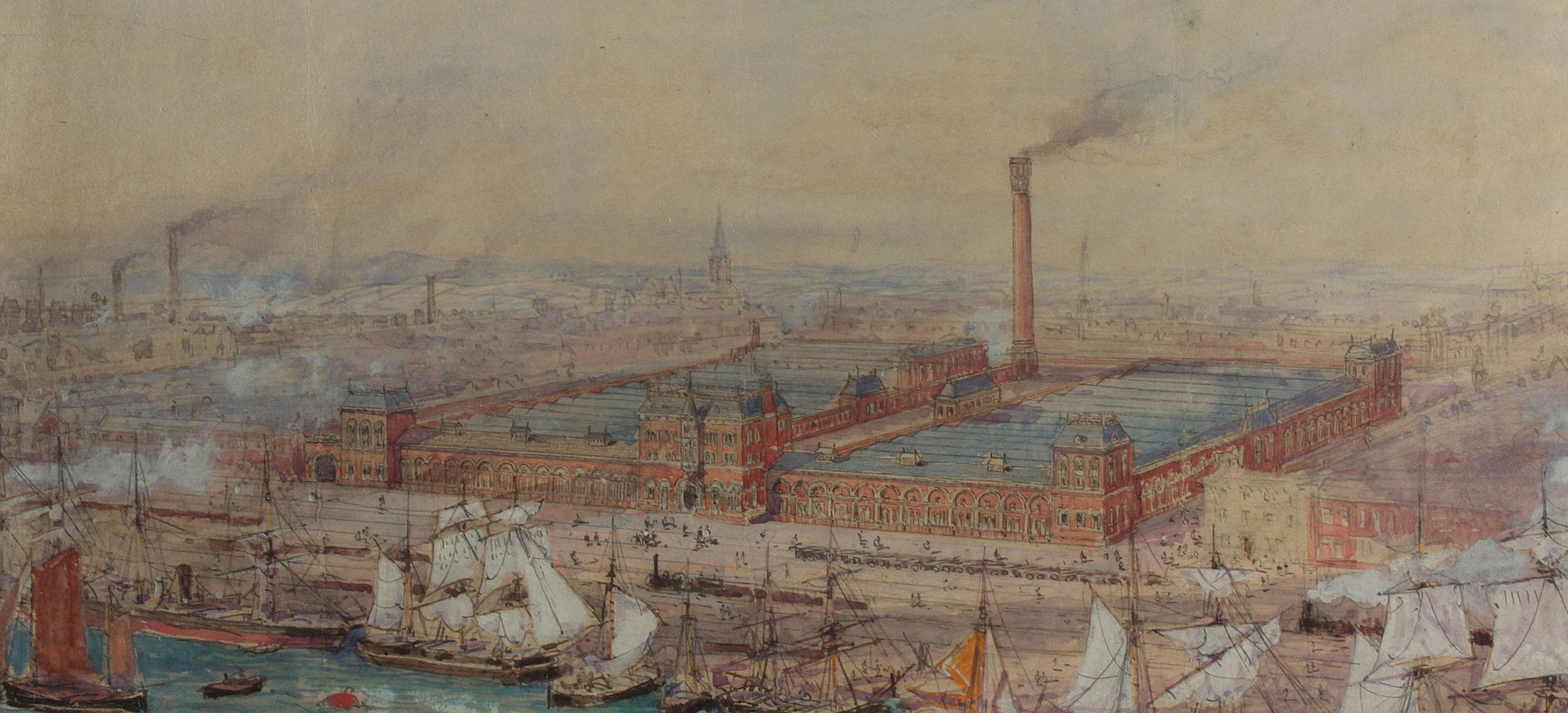
Tableau des filatures de jute de Barrow en 1875.

Les actionnaires des mines, après s’être lancés dans l'aventure du chemin de fer, se dirent alors qu'ils pourraient arrondir leurs profits en élaborant la fonte sur place et en exportant un produit semi-fini. Schneider et l'ingénieur en chef Ramsden construisirent donc le premier haut fourneau, faisant en 1876 de l'usine sidérurgique de Barrow la plus grande au monde. Son succès s'expliquait par la richesse en fer et houille des mines du Cumberland, et la qualité des dessertes ferroviaires et maritimes. Furness Railway, qui comptait parmi ses actionnaires les plus éminents aristocrates de l'endroit, le duc de Devonshire et le duc de Buccleuch, impulsa la révolution industrielle à travers la péninsule. Le chemin de fer acheminait le minerai jusqu'aux usines. L'acier fut utilisé pour les constructions navales et la fabrication de nouveaux produits en forte demande comme les rails.
La population de Barrow s'accrut rapidement, bien qu'on ne dispose pas de recensements précis de la ville avant 1871 ; mais certaines sources semblent indiquer que la population de Barrow n'était encore que de 700 habitants en 1851. Au cours de la première moitié du XIXe siècle, Barrow dépendait de la paroisse de Dalton-in-Furness, dont l'expansion de la population donne une indication de celle de Barrow après 1850 :
Population de la paroisse de Dalton-in-Furness

| Année      | 1801  | 1811  | 1821  | 1831  | 1841  | 1851  | 1861  |
| ---------- | ----- | ----- | ----- | ----- | ----- | ----- | ----- |
| Population | 1 954 | 2 074 | 2 446 | 2 697 | 3 231 | 4 683 | 9 152 |

En 1871, la population de Barrow s'élevait à 18 584 habitants et en 1881, moins de 40 ans après l'ouverture de la ligne de chemin de fer, à 47 259 habitants. La majorité des nouveaux arrivants venait des campagnes du Lancashire, mais aussi d'Irlande (11 % en 1890) et d'Écosse (7 % en 1890). Au tournant du XXe siècle, la communauté écossaise de Barrow-in-Furnes était la plus considérable d'Angleterre. Les autres minorités étaient les ouvriers originaires des Cornouailles (80 % de la population du district of Roose au recensement de 1881). Pour diversifier la production économique de Barrow, l'ingénieur en chef James Ramsden créa en 1870 la Barrow and Calcutta Jute Company et fit aménager ses filatures le long des voies de la ligne ferroviaire de Furness à Hindpool. À leur apogée, elles employaient 2 000 ouvrières, et l'entreprise reçut la médaille d'or pour la qualité de ses produits à l'Exposition universelle de 1878 à Paris.

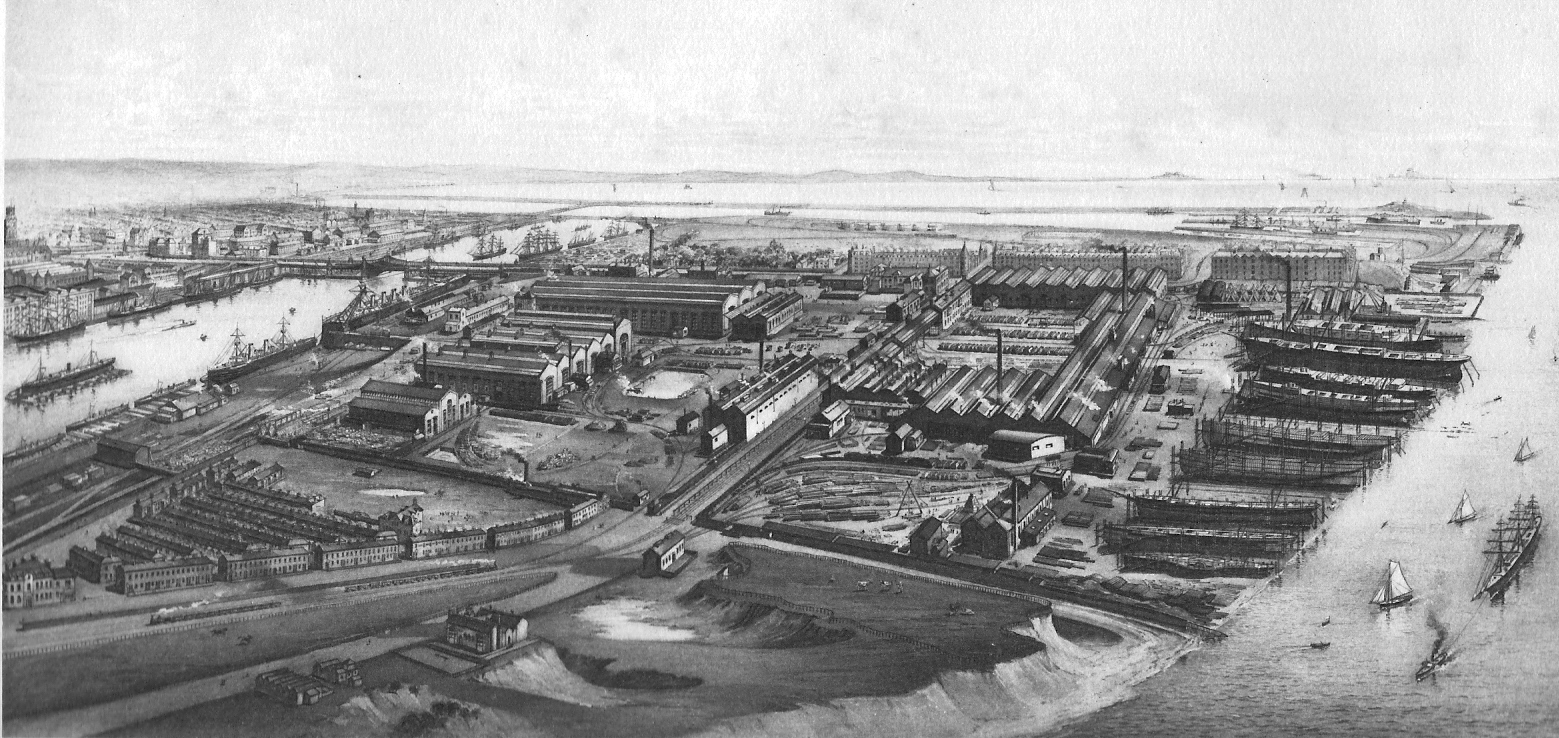
Les chantiers navals vers 1890.

L'isthme protégé des courants séparant Barrow de l'île Walney était tout désigné pour établir des chantiers navals. Le premier navire de ces ateliers, le Jane Roper, fut lancé à la mer en 1852 ; le premier vapeur, un navire de croisière jaugeant 3 000 tonneaux, le Duke of Devonshire, fut inauguré en 1873. La construction navale devint florissante, au point que le 18 février 1871, la Barrow Shipbuilding Company fut cotée en bourse. L'isolement relatif de Barrow avec le poumon industriel du Royaume-Uni favorisa le développement de la régie pour des fabrications normalement sous-traitées : en particulier, les bureaux d'études disposaient localement de leur propre forge, d'une fonderie, d'une quincaillerie et d'un atelier de fabrication de moteurs. En outre, le chantier naval s'était doté d'une menuiserie, d'un hangar et d'un atelier d'accastillage
Au cours de ces années de forte croissance, Ramsden se lança dans un programme urbain destiné à faire face à l'afflux continu de main d’œuvre. Peu de cités ouvrières ont été aussi bien préservées au Royaume-uni que celle de Barrow, qui est l'une des plus anciennes. Le cour de la cité comporte plusieurs maisons à terrasse, avec une allée bordée d'arbres menant à un square central. Ramsden devint par la suite le premier maire de Barrow, qui obtint le statut de municipal borough en 1867, et celui de chef-lieu de comté en 1889. La façade imposante de son hôtel de ville en grès rouge, conçue par W.H. Lynn en 1887, est de style néogothique. Auparavant, le conseil municipal se réunissait dans les bureaux de la compagnie de chemin de fer : on voit que cette compagnie régissait non seulement l'industrie locale, mais aussi l'administration territoriale.

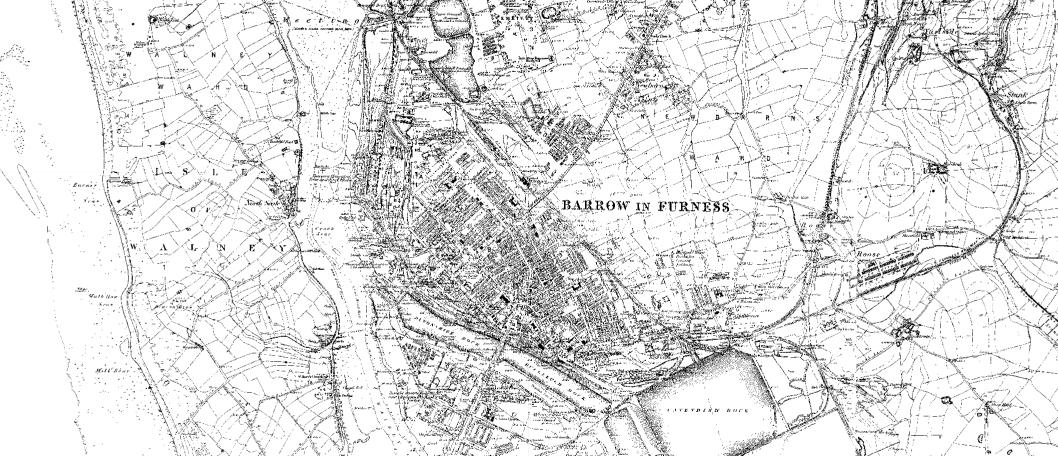
Carte de Barrow (1890) montrant l'Île Walney encore quasi-vierge et le nord de Furness Line.

Les chantiers navals de Barrow Shipbuilding Company furent rachetés par Vickers en 1897 : c'était alors de loin le premier employeur et aménageur foncier de Barrow, devant la sidérurgie et les chemins de fer. La compagnie navale aménagea au début du XXe siècle, sur l'île voisine de Walney, le faubourg de Vickerstown, conçu sur le modèle de la cité ouvrière Bournville de George Cadbury. Elle chargea également l'architecte Edwin Lutyens de dessiner les plans de la résidence d'Abbey House pour son directeur, le commandant Craven.

### LeXXesiècle

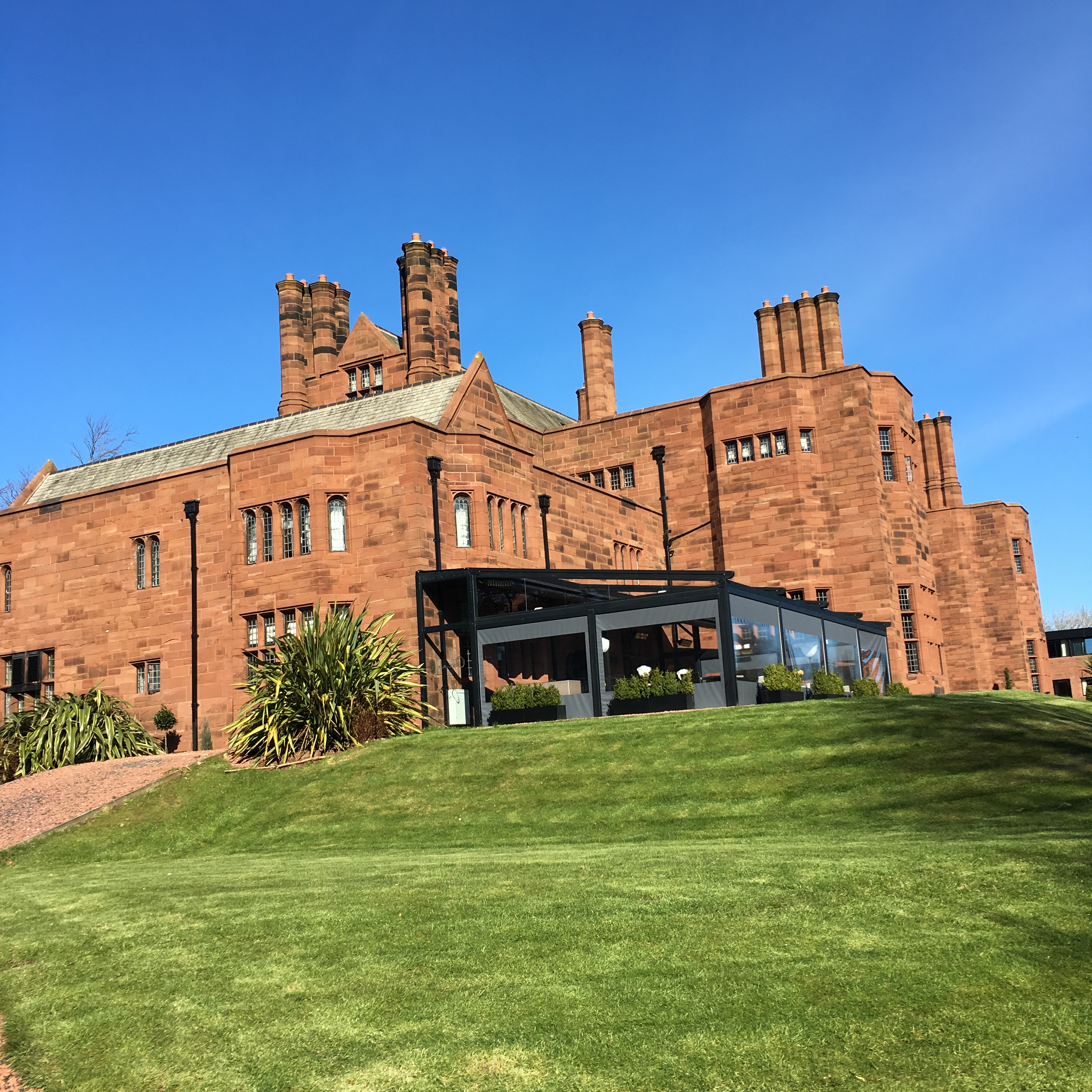
Abbey House, résidence du directeur des usines Vickers, a été conçue par l'illustre architecte E. Lutyens.

Dès les années 1890, les chantiers navals travaillaient massivement pour la marine de guerre. Ils ont produit le premier submersible de la Royal Navy, le Holland 1 (1901), et dès 1914, le Royaume-Uni disposait de la flotte de torpilleurs la plus moderne au monde, avec 94 % de ses sous-marins produits par l'arsenal de Vickers. Au XXe siècle, Vickers était aussi réputé comme constructeur aéronautique et comme constructeur de grands hangars à dirigeables. Le chantier aéronautique, d'abord aménagé sous un immense auvent du Cavendish Dock, fut transplanté à Barrow/Walney Island Airport. Le HMA No. 1, surnommé le Mayfly, est le plus grand dirigeable jamais construit à Barrow. Unique en son genre, il s'écrasa sous l'action de vents violents lors d'un vol d'essai le 24 septembre 1911. Parmi les plus fameux navires de guerre construits à Barrow, on compte le cuirassé Mikasa, navire amiral japonais qui s'illustra au cours de la guerre russo-japonaise de 1905 ; le paquebot Oriana (1959), les porte-avions HMS Invincible et HMAS Melbourne. Au cours des deux guerres mondiales, la division Armements de Vickers avait établi son immense QG dans Michaelson Road à Barrow : ce Heavy Engineering Workshop approvisionnait en munitions la British Army et la Royal Navy. La population connut un pic (82 000 habitants) avec l'arrivée de nouveaux ouvriers pendant la Première Guerre mondiale. 616 citoyens ont été tués au front pendant ce conflit.
Au cours de la Seconde Guerre mondiale, Barrow fut la cible de bombardements de la Luftwaffe , qui cherchait à affaiblir la marine britannique (on a parlé à cette occasion de Barrow Blitz, limité à avril et mai 1941). Au cours du conflit, Nella Last remporta un concours d'écriture organisé par le projet Mass-Observation et fut invitée à tenir un journal des années de guerre à Barrow. Sa chronique a été portée plus tard à l'écran sous le titre Housewife, 49, avec en vedette Victoria Wood. Les bombardements étaient peu précis et au lieu des usines, les quartiers d'habitation furent beaucoup frappés. Il y eut au total 83 victimes et 11 000 maisons détruites ou endommagées. Pour fuir les bombardements, des centaines d'habitants fuyaient la ville pour dormir dans les bocages, et certains furent définitivement évacués, mais les industries de Barrow continuaient de contribuer puissamment à l'effort de guerre, comme en témoigne la visite de Winston Churchill pour l'inauguration du porte-avions HMS Indomitable.

## Économie
Barrow-in-Furness a été le bastion de la société d'armement Vickers. La ville est connue pour ses chantiers navals, particulièrement réputés pour les sous-marins nucléaires qu'on y construit. Elle a construit entre autres des sous-marins de la Classe Vanguard et travaille sur le projet de la Classe Dreadnought.
Le port de Barrow-in-Furness est la seule base sous-marine du Royaume-Uni et fut l'un des plus gros arsenaux britanniques de l'Entre-deux guerres.

## Transports
Barrow-in-Furness possède un aéroport (Walney Island, code AITA : BWF).

## Sport
Son équipe de football s'appelle Barrow AFC et joue en EFL League Two. En outre, ancien capitaine de l'équipe d'Angleterre de football, Emlyn Hughes, est né à Barrow.
Son équipe de rugby à XIII s'appelle les Barrow Raiders et dispute le Championship.

## Personnalités
- Caroline Alexander (1968-), cycliste britannique en VTT cross-country et sur route, y est née ;
- Derek Clayton (1942-), athlète australien, spécialiste des courses de fond, y est né ;
- Glenn Cornick (1947-2014), musicien britannique, premier bassiste du groupe Jethro Tull, y est né ;
- Brian Fender (1934-), cadre universitaire anglais, y est né.
- Emlyn Hughes (1947-2004), footballeur anglais, caractérise par un fighting spirit sans égal, y est né ;
- Arthur Jacob (1790-1874), ophtalmologiste irlandais, est mort à Newbarnes, Barrow-in-Furness ;
- Nigel Kneale (1922-2006), scénariste et créateur du personnage Bernard Quatermass, y est né ;
- Cat Smith (1985-), femme politique britannique du parti travailliste, y est née ;
- Georgia Stanway (1999-), footballeuse internationale anglaise, y est née ;
- Gary Stevens (1963-), footballeur anglais, y est né ;
- Luke Swindlehurst (1994-), joueur de football reconverti en entraîneur de football, y est né ;
- David Tattersall (1960-), directeur de la photographie britannique, y est né ;
- Chris Thompson (1981-), athlète britannique, spécialiste des courses de fond, y est né ;
- Emma Walmsley (1969-), cofemme d'affaires britannique, directrice générale de GlaxoSmithKline depuis le 31 mars 2017, y est née.